# Lupinus guaraniticus
Lupinus guaraniticus är en ärtväxtart som först beskrevs av Emil Hassler, och fick sitt nu gällande namn av Charles Piper Smith. Lupinus guaraniticus ingår i släktet lupiner, och familjen ärtväxter. Inga underarter finns listade i Catalogue of Life.